# 왕웨이궈 (배우)
왕웨이궈(王卫国, 1955년 4월 5일 ~ )는 중화인민공화국의 배우이다. 1978년 연극배우 첫 데뷔하였다. 대표작으로 1982년 출연작 《서유기》 등이 있다.